# Brezovo Polje Selo
Brezovo Polje Selo je naselje u distriktu Brčko, BiH.

## Stanovništvo
Nacionalni sastav stanovništva 1991. godine, bio je sljedeći:
ukupno: 335
- Srbi - 330
- Hrvati - 3
- Jugoslaveni - 1
- ostali, neopredijeljeni i nepoznato - 1